# 中島屋太鼓店
中島屋太鼓店（なかじまやたいこてん）は山形県米沢市に店舗を構える和太鼓専門店。
創業は江戸時代の天保3年（1832年）

## 概要
- 長胴太鼓、締太鼓などの各種和太鼓の製造販売のほか、和太鼓の修理張替えを行っている。
- 太鼓バチや篠笛、当り鉦などの鳴り物なども扱っている。